# Iosîpivka, Radehiv
Iosîpivka (în ucraineană Йосипівка) este un sat în comuna Polove din raionul Radehiv, regiunea Liov, Ucraina.

## Demografie
Componența lingvistică a localității Iosîpivka
     Ucraineană (99,17%)
     Alte limbi (0,83%)
Conform recensământului din 2001, majoritatea populației localității Iosîpivka era vorbitoare de ucraineană (99,17%), existând în minoritate și vorbitori de alte limbi.